# Jopówek
Jopówek – część wsi Worowice w Polsce, położona w województwie świętokrzyskim, w powiecie ostrowieckim, w gminie Waśniów.
W latach 1975–1998 Jopówk administracyjnie należał do województwa kieleckiego.